# Comuna Dmîtrivka, Voznesensk
Dmîtrivka (în ucraineană Дмитрівка) este o comună în raionul Voznesensk, regiunea Mîkolaiiv, Ucraina, formată din satele Bakai, Dmîtrivka (reședința), Novobilousivka și Riumivske.

## Demografie
Componența lingvistică a comunei Dmîtrivka
     Ucraineană (88,04%)
     Rusă (10,64%)
     Română (1,04%)
     Alte limbi (0,19%)
Conform recensământului din 2001, majoritatea populației comunei Dmîtrivka era vorbitoare de ucraineană (88,04%), existând în minoritate și vorbitori de rusă (10,64%) și română (1,04%).